# Langues au Luxembourg
La situation linguistique du Luxembourg se caractérise par la pratique et la reconnaissance de trois langues : le français, l’allemand et la langue nationale, qui est le luxembourgeois et qui a été établie dans la constitution luxembourgeoise en 1984. Ces trois langues sont utilisées comme langues administratives.
Après que le néerlandais ait été utilisé dans l'administration lorsque le grand-duché de Luxembourg était une possession privée de la maison d'Orange-Nassau entre 1815 et 1890, le luxembourgeois, le français et l'allemand ont été choisis comme langues officielles et administratives lors de la fondation du pays. Le français a été choisi du fait du caractère prestigieux dont il jouissait à l'époque.
Les actes législatifs sont rédigés en français et sur le plan administratif, seule la « langue française fait foi » pour les documents de l’administration publique.
En 2023, la majorité des habitants du Luxembourg étaient de nationalité luxembourgeoise (52.4 %), portugaise (14 %), française (7%) allemande (2,3 %).
Cependant, selon une étude de 2018 du ministère de l'Éducation nationale, de l'Enfance et de la Jeunesse, 98 % de la population luxembourgeoise est capable de parler le français à un niveau plus ou moins élevé. 
Le français est la lingua franca au Luxembourg puisque les habitants utilisent celle-ci comme principale langue de communication. Ceci étant dû au fait que la grande majorité des Luxembourgeois et des Portugais sont capables d'utiliser le français comme deuxième ou troisième langue (apprise à l'école).
L’allemand était utilisé sur le plan politique pour commenter les lois et les ordonnances dans le but de rendre leur contenu compréhensible par tous. À l’école primaire, les cours étaient uniquement donnés en allemand, alors qu’ils étaient donnés en français dans l’enseignement secondaire. La loi du 26 juillet 1843 a permis de favoriser le bilinguisme en imposant l’introduction du français à l’école primaire.

## Luxembourgeois

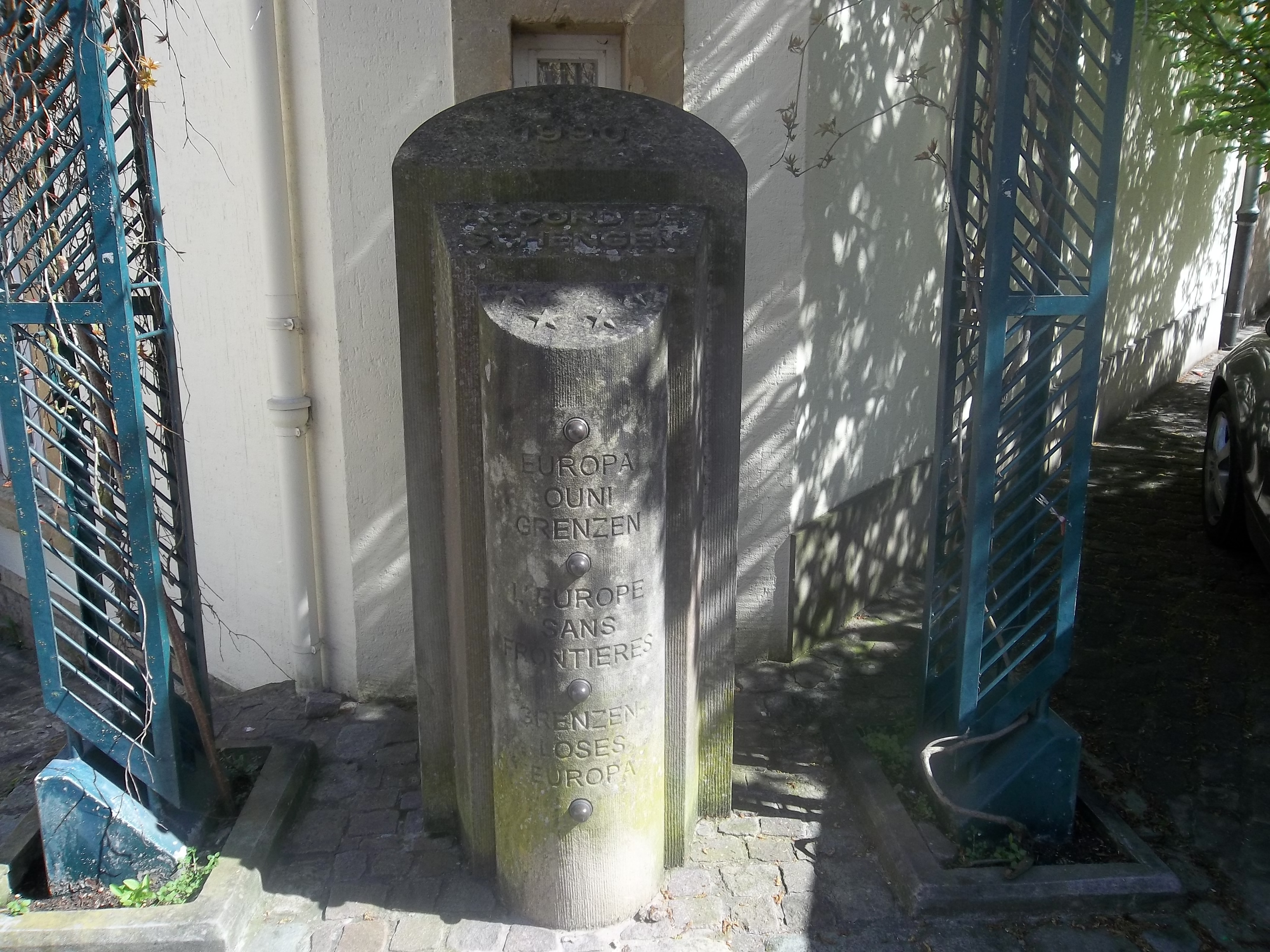
Mémorial de l’accord de Schengen en luxembourgeois.

Le luxembourgeois (Lëtzebuergesch) est une langue francique de la région mosellane semblable à l’allemand et au néerlandais. Elle a été introduite à l’école primaire luxembourgeoise en 1912. Tout comme les dialectes parlés dans la zone limitrophe entre l’Allemagne, la France et le Luxembourg, il s’agit d’un dialecte francique mosellan. Contrairement à ses homologues germains, le luxembourgeois est composé de nombreux mots issus du français et est officiellement considéré comme une langue nationale. La formalisation des dialectes allemands régionaux dans les langues nationales est née de la volonté de vouloir marquer une identité nationale distincte et ce, indépendamment de l’État allemand. En Suisse, l’allemand écrit a été conservé malgré une différence de vocabulaire. Il est cependant très différent du suisse allemand parlé à l’oral, ensemble de dialectes que seuls les Allemands de la région limitrophe comprennent spontanément. Au Luxembourg, le dialecte a été transcrit phonétiquement dans une nouvelle langue. Alors que l’on parle luxembourgeois ainsi qu’un mélange de différentes langues dans la rue, le français est souvent la principale langue parlée après l’allemand. Le luxembourgeois est, à quelques occasions, parlé dans les magasins et autres centres commerciaux. Cela s’expliquerait par le fait que l'usage d’un dialecte peut être un indicateur d’un statut social inférieur.
Les premières phrases imprimées en luxembourgeois sont apparues en 1821 dans un journal hebdomadaire appelé le Luxemburger Wochenblatt. Le premier livre écrit en luxembourgeois a été publié en 1829 par Antoine Meyer. Il était intitulé E' Schrek ob de' Lezeburger Parnassus. Jusqu’aux années 1980, cette langue était généralement utilisée pour la poésie et le théâtre. Depuis, elle est devenue de plus en plus populaire grâce aux œuvres de fiction, qui contribuent aujourd’hui largement à la littérature luxembourgeoise. Entre 2000 et 2002, le linguiste luxembourgeois Jérôme Lulling a créé une base de données lexicales de 185 000 mots pour créer le tout premier correcteur luxembourgeois. Il est ainsi à l’origine de l’informatisation de la langue luxembourgeoise.

## Révision constitutionnelle
Jusqu’en 1984, les langues étaient officiellement utilisées selon les arrêtés grand-ducaux de 1830, 1832 et 1834, qui ont permis aux citoyens de choisir librement entre l’allemand et le français. Le français était prédominant dans l’administration. Le luxembourgeois n’avait aucun statut officiel.
La révision constitutionnelle de 1984 a permis au pouvoir législatif de réguler la langue par une loi. Le 24 février 1984, la chambre des députés a adopté une loi offrant au luxembourgeois le statut de langue nationale. De plus, cette loi a reconnu les trois langues du Luxembourg (le luxembourgeois, le français et l’allemand) comme étant toutes des langues administratives. En raison de la mise en application du Code civil de Napoléon au Luxembourg, le français demeure la langue de la législation.

## Conseils des langues en allemand et en français
Bien que l’allemand soit l’une des langues officielles, le Luxembourg, n’ayant pas participé à l’élaboration de la réforme de l'orthographe allemande de 1996, ne fait pas partie du Rat für deutsche Rechtschreibung (Conseil pour l'orthographe allemande). Le gouvernement du Luxembourg a adopté de manière arbitraire la réforme, qui a été bien reçue par les enseignants du pays du fait de son efficacité. Selon le Luxemburger Wort, le journal le plus important du grand-duché, le Luxembourg ne se considère pas « comme étant un pays germanophone » (le luxembourgeois est la seule « langue nationale ») et ne dispose donc pas du droit de participer au conseil. Il est néanmoins à signaler que, même si le français n’est pas non plus une « langue nationale », le Luxembourg fait partie de l'Organisation internationale de la francophonie et qu’il compte également des membres au sein de l’Académie française. Ceci peut s’expliquer par le fait que l'Organisation internationale de la francophonie est une organisation qui cherche à promouvoir l’usage du français à travers le monde au lieu de le réguler.[citation nécessaire] De nombreux membres de l'Organisation internationale de la francophonie comme la Roumanie et la Grèce ne sont donc pas des pays francophones.

## Éducation
Le luxembourgeois est la langue véhiculaire dès l’enseignement préscolaire à l’école, avant l'allemand comme langue d'alphabétisation en primaire. L'initiation au français est enseigné oralement à partir de la fin du cycle 2 et l'apprentissage de l'écrit au début du cycle 3. Le luxembourgeois est enseigné à l'écrit une heure par semaine. Au collège, on enseigne, en plus de l'allemand  et du luxembourgeois, l’anglais, le latin, l’espagnol et l’italien, selon les filières. À l’université, le multilinguisme permet aux étudiants luxembourgeois de poursuivre leur enseignement supérieur dans des pays francophones, germanophones et anglophones.
Le projet pilote zesumme wuessen pour permettre aux élèves d'opter pour une alphabétisation en français dans les écoles primaire est mis en place à partir de la rentrée 2022-2023 dans quatre écoles de l'enseignement fondamental. Ce projet permet de remédier aux difficultés d'alphabétisation en allemand pour les élèves n'ayant pas comme langue maternelle une langue germanique : il est censé se déployer dans toutes les écoles du pays à partir de la rentrée 2026-2027.

## Presse, police et services publics
L’allemand, le luxembourgeois et le français sont les principales langues utilisées dans la presse, pour enregistrer les dossiers de police et pour les informations de service public.

## Autres langues
Les personnes nées à l’étranger et les travailleurs étrangers représentent (20 %) de la population du Luxembourg. Outre l’allemand et le français, ils parlent généralement portugais, italien et anglais. Concernant l'anglais, il est rarement utilisé dans la vie quotidienne, mais vivement requis dans certains domaines de la vie socio-économique (secteur bancaire, compagnies aériennes, etc.) et étudié par tous les lycéens.